# ناوگان مدیترانه
ناوگان مدیترانه (انگلیسی: Mediterranean Fleet) یا ناوگان مدیترانه‌ای انگلیس که به آن ایستگاه مدیترانه‌ای نیز می‌گویند، تشکیلاتی از نیروی دریایی سلطنتی بود. ناوگان با دفاع از پیوند حیاتی دریایی میان انگلستان و اکثریت امپراطوری انگلیس در نیمکره شرقی، برای اکثر تاریخ خود یکی از معتبرترین فرماندهان در نیروی دریایی بود. اولین انتصاب فرمانده کل ناوگان مدیترانه، انتصاب ژنرال رابرت بلیک در سپتامبر ۱۶۵۴ (به درجه مت فرمانده ناوگان مدیترانه) بود.  ناوگان تا سال ۱۹۶۷ وجود داشت.